# بيتر سوجياما
بيتر سوجياما (بالإنجليزية: Peter Sugiyama)‏ هو سياسي بالاوي، ولد في 19 أبريل 1943، وتوفي في 10 يونيو 2007.